# وای (لیگ افسانه‌ها)
وای (به انگلیسی: Vi) با نام تولد وایولت، شخصیتی داستانی در فرنچایز رسانه‌ای لیگ افسانه‌ها اثر شرکت رایت گیمز است. او به عنوان یک شخصیت قهرمان قابل بازی یا «چمپین» در داستان بازی، در به‌روزرسانی دسامبر ۲۰۱۲ برای بازی ویدئویی عرصه نبرد برخط چندنفره سال ۲۰۰۹ به همین نام معرفی شد، که با یک ترانه رسمی برای بزرگداشت معرفی او تکمیل شد. او به عنوان زنی جسور و عجول به تصویر کشیده می‌شود که از یک جفت دستکش بزرگ که از انرژی جادویی نیرو می‌گیرند، به عنوان سلاح مورد علاقه‌اش استفاده می‌کند. اگرچه به دلیل ارتباطش با نگهبانان شهر، به او لقب مجری پیلتوور داده شده است، اما او یک جنایتکار سابق است که اهل زاوون، در اصل منطقه زیرزمینی پیلتوور، است. او به عنوان دشمن دیرینه و همچنین خواهر بزرگتر جینکس تروریست، یکی دیگر از قهرمانان لیگ افسانه‌ها به‌شمار می‌رود.
وای در آثار اقتباسی مختلفی از این مجموعه حضور داشته است، که از مهم‌ترین آن‌ها شخصیت اصلی مجموعه تلویزیونی پویانمایی بزرگسالان آرکین با صداپیشگی هیلی استاینفلد است. وای به‌طور کلی با واکنش‌های مثبتی از سوی منتقدان همراه شده است، به‌ویژه برای بازسازی این شخصیت در سریال تلویزیونی آرکین.